# Hanna Hellvig
Hanna Hellvig, född 3 februari 2000 i Lidingö, är en svensk beachvolley- och volleybollspelare (spiker). Hon spelar sedan 2024 för RC Cannes i Ligue A och med det svenska seniorlandslaget, med vilka hon deltog i EM 2021 och EM 2023. 
Hanna är född och uppvuxen på Lidingö. Hennes bror Jonatan Hellvig spelar beachvolley på elitnivå. Hon studerade på Ållebergsgymnasiet (ett volleybollgymnasium i Falköping). Därefter fortsatte hon till University of Hawai'i, där hon spelade med Hawaii Rainbow Wahines volleybollag. Hon återvände till Sverige efter ett år p.g.a. COVID-19-pandemin.

## Volleyboll
Hellvigs moderklubb är Lidingö SK.. Med klubben har hon vunnit U-20 SM 2019 samt tagit brons (2018) och silver (2019) i U-23 SM. Hon har också spelat för volleybollgymansiets klubb RIG Falköping (2016/17-2018/19), Hawaii Rainbow Wahine (2019/20) och Hylte/Halmstad VBK (2020/21) innan hon började för sin nuvarande klubb.. Hon var en av Hawaii Rainbow Wahines främsta poängvinnare och blev utsedd till Big West Freshmen of the Year under säsongen med klubben.. Hon blev framröstad till Säsongens spelare i Elitserien 2020-2021
Hon gick 2021 över till tyska klubben Schwarz-Weiss Erfurt och spelade med dem i två år innan hon flyttade till Schweiz och Sm'Aesch Pfeffingen, en klubb som hon stannade med till 2024.
Hellvig har spelat med landslaget på junior och seniornivå. Hon spelade 35 matcher med juniorlandslaget.

## Beachvolleyboll
Hellvig är en av de yngsta vinnarna av en deltävling på Swedish Beach Tour och utsågs 2018 till Årets genombrott i svensk beachvolley. Hon vann U-20 SM i beachvolley 2018 och 2019.